# Кубок Меланезії з футболу 2000
Кубок Меланезії 2000 року — сьомий і останній розіграш турніру, що проходив на Фіджі. В кубку брали участь п'ять збірних: Фіджі, Соломонові острови, Нова Каледонія, Вануату та Папуа Нова Гвінея. Також турнір виконував функції відбіркового турніру Кубка націй ОФК 2000 року в зоні Меланезії. З наступного розіграшу кваліфікація Кубка націй стала спільною для усіх членів ОФК, внаслідок чого Кубок Меланезії був скасований.
Команди зіграли одна з одною по грі, а перемогу на турнірі вп'ьте здобула збірна Фіджі.

## Результати
| Збірна             | І | В | Н | П | ГЗ | ГП | О  |
| ------------------ | - | - | - | - | -- | -- | -- |
| Фіджі              | 4 | 3 | 1 | 0 | 13 | 4  | 10 |
| Соломонові Острови | 4 | 2 | 1 | 1 | 10 | 9  | 7  |
| Вануату            | 4 | 2 | 0 | 2 | 12 | 7  | 6  |
| Нова Каледонія     | 4 | 2 | 0 | 2 | 11 | 11 | 6  |
| Папуа Нова Гвінея  | 4 | 0 | 0 | 4 | 4  | 19 | 0  |

| 8 квітня 2000 |

| Фіджі                                            | 5-0 | Папуа Нова Гвінея |
| ------------------------------------------------ | --- | ----------------- |
| Маноа Масі Маріка Намака Есала Масі Емоел Дойдой |     |                   |

| Сува, Фіджі |

| 8 квітня 2000 |

| Нова Каледонія          | 4-2 | Соломонові Острови      |
| ----------------------- | --- | ----------------------- |
| Дідлер Маріус Стів Пібі |     | Батрам Сурі Ноель Беррі |

| Сува, Фіджі |

| 10 квітня 2000 |

| Соломонові Острови          | 2-1 | Вануату |
| --------------------------- | --- | ------- |
| Ноель Беррі Паттесон Даудау |     | V Noel  |

| Сува, Фіджі |

| 10 квітня 2000 |

| Фіджі           | 2-1 | Нова Каледонія |
| --------------- | --- | -------------- |
| Маноа Масі Дріу |     | Дід'є          |

| Сува, Фіджі |

| 11 квітня 2000 |

| Нова Каледонія                            | 6-1 | Папуа Нова Гвінея |
| ----------------------------------------- | --- | ----------------- |
| Дід'є Патріс Маріус Юес Джоріс Александер |     | Малі              |

| Сува, Фіджі |

| 11 квітня 2000 |

| Фіджі                         | 4-1 | Вануату     |
| ----------------------------- | --- | ----------- |
| Есала Масінсау (2) Лоріма (2) |     | Річард Іваї |

| Сува, Фіджі |

| 13 квітня 2000 |

| Вануату                                          | 6-0 | Нова Каледонія |
| ------------------------------------------------ | --- | -------------- |
| Сеймата Хуберт Реюбен Річард Іваї (2) Джордж (2) |     |                |

| Сува, Фіджі |

| 13 квітня 2000 |

| Соломонові Острови                         | 4-2 | Папуа Нова Гвінея |
| ------------------------------------------ | --- | ----------------- |
| Джек Самані Ноел Беррі Паттесон Даудау (2) |     | Ісала Джефері     |

| Сува, Фіджі |

| 15 квітня 2000 |

| Папуа Нова Гвінея | 1-4 | Вануату                      |
| ----------------- | --- | ---------------------------- |
| Паліва            |     | Беррі Варі (2) Хуберт Реюбен |

| Сува, Фіджі |

| 15 квітня 2000 |

| Фіджі                | 2-2 | Соломонові Острови          |
| -------------------- | --- | --------------------------- |
| Емосі Балейнуку Дріу |     | Батрам Сурі Паттесон Даудау |

| Сува, Фіджі |

| Кубок Меланезії 2000 |
| -------------------- |
| Фіджі 5-й титул      |

 Фіджі та  Соломонові Острови отримали путівку в фінальний турнір Кубка націй ОФК 2000 року. Проте пізніше Фіджі не змогли брати участь в турнірі через заворушення в країні і путівка була віддана  Вануату.